# غوردون بالدوين
غوردون بالدوين (بالإنجليزية: Gordon Baldwin) هو خزاف بريطاني، ولد في 1932 في لنكولن في المملكة المتحدة.